# Charles Xavier Thomas de Colmar
Charles Xavier Thomas de Colmar, né le 5 mai 1785 à Colmar et mort le 12 mars 1870 à Paris, chevalier d'Empire, fit progresser l’industrie des assurances par ses initiatives et fut également l'inventeur de la première machine à calculer industrielle : l’arithmomètre Thomas. Il fut chevalier de la Légion d'honneur et deviendra connu sous le nom de Thomas de Colmar.

## Biographie

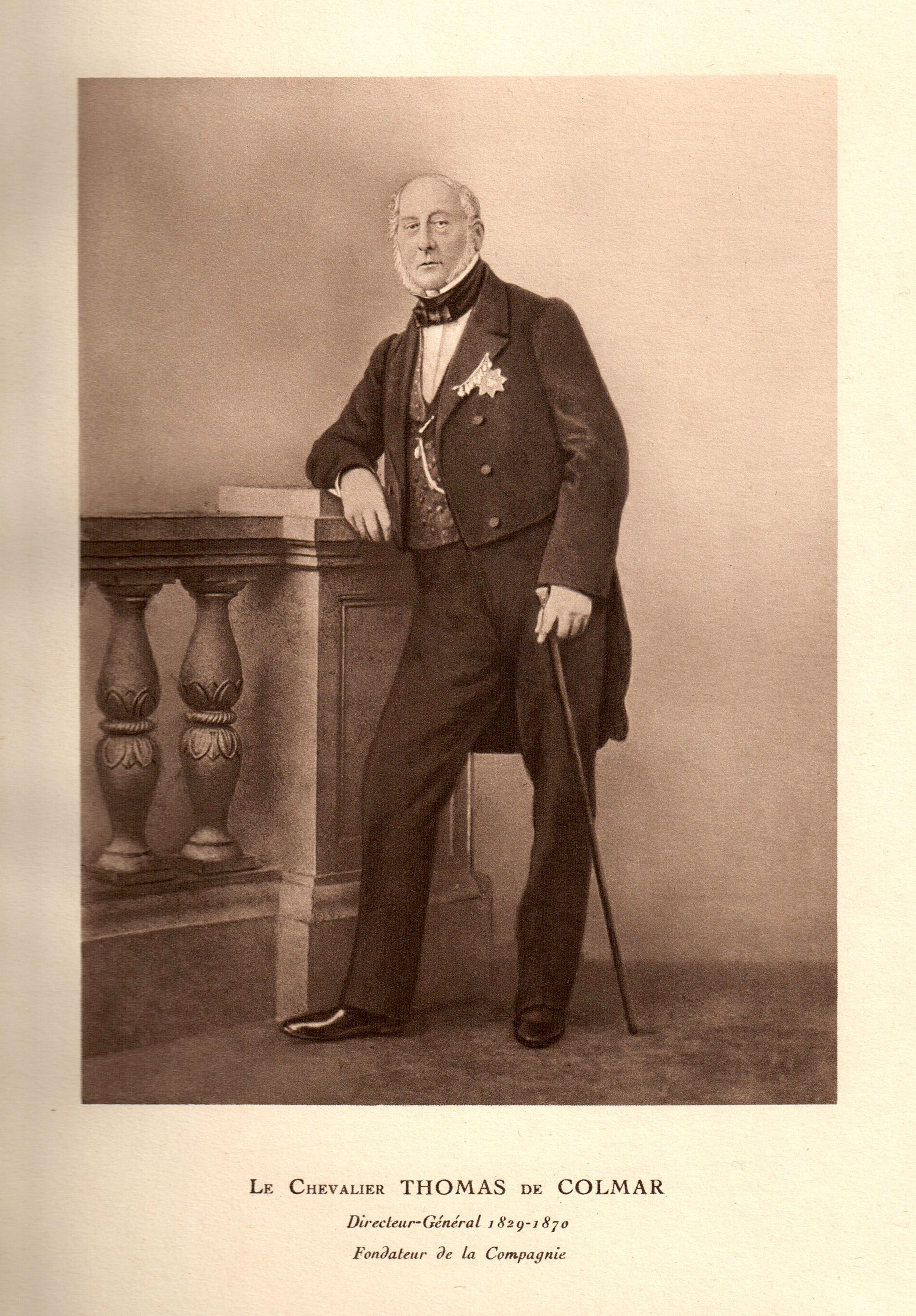
Un dessin représentant Thomas de Colmar publié dans le livre célébrant le centenaire de la compagnie d'assurance Le Soleil

Né le 5 mai 1785 à Colmar, fils de Joseph Antoine Thomas, docteur en médecine, et de Francoise Xavière Enslen, il descend d'une famille de tonneliers de Guebwiller. 

### Armée
Officier d'administration dans l'armée, il fut chargé lors de la campagne d'Espagne d'assurer la subsistance de tout un corps d'armée. Rentré en France il s'attela à la confection d'un arithmomètre.

### Arithmomètre
L'arithmomètre est le premier calculateur mécanique à avoir connu un réel succès commercial, il avait une grande réputation de fiabilité et de robustesse et peut être considéré comme le premier calculateur de bureau, préfiguration des futures calculatrices manuelles puis électriques et enfin électroniques du siècle suivant.

### Assurances
Parallèlement à l'aventure de l'Arithmomètre, Thomas de Colmar fit carrière (et fortune) dans les assurances. Il devient en septembre 1819 directeur général de la compagnie d'assurance du Phénix, qu'il quittera l'année suivante. En décembre 1829, il fonde la compagnie du Soleil, puis en 1843 la compagnie de l'Aigle.

### Vie privée

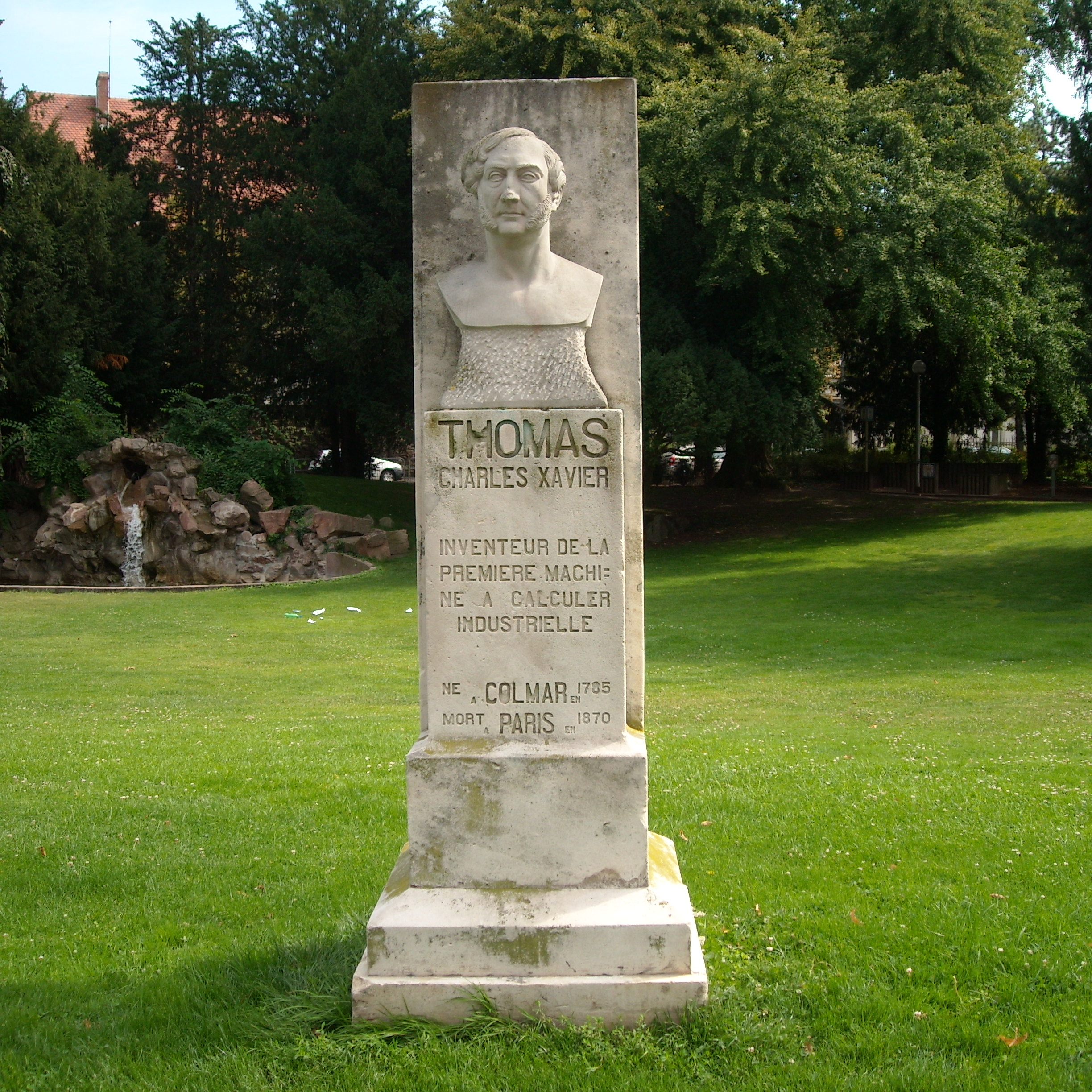
buste de Thomas de Colmar

En 1812 il épouse Francisca (Frasquita) Garcia de Ampudia Alvarez d'une ancienne famille andalouse dont il aura dix enfants, dont Joseph Thomas d'Alvarez, Charlotte (Mme de Granges de Rancy), Louis Thomas de Bojano (qui épousera Livia Carafa, duchesse de Bojano), Frasquita (Mme Charles Soultzner d’Enschwyl) et Henriette (comtesse de Dalmas).
En 1850 il acheta le château de Maisons-Laffitte à la fille du banquier Lafitte, l'épouse de Napoléon Joseph Ney (1803-1857), prince de la Moskowa. Thomas de Colmar y crée un jardin paysager en 1854, il tente de préserver le parc après le morcèlement opéré par Lafitte. À sa mort, en mars 1870, il fut enterré au cimetière du Père-Lachaise (43e division).
Il laissa une fortune de plus de 24 millions de francs et comprenant, outre le château de Maisons-Laffitte, celui de Champfleury à Carrières-sous-Poissy, le château et domaine de Mairé dans la Vienne, d'une superficie de 1 000 hectares, et l'hôtel particulier qu'il fit construire au 156 boulevard Haussmann. L'inventaire de l'hôtel à sa mort fait état de 11 domestiques attachés au service de la famille et les écuries abritaient six chevaux et six voitures.